# Маньковский, Иван Васильевич
Иван Васильевич Маньковский (4 октября 1895 — 15 марта 1943, станция Медведево, Калининская область) — начальник службы сигнализации и связи Калининской железной дороги.

## Биография
Родился 4 октября 1895 года в Белоруссии, на полустанке 548 километр перегона Орша — Коханово в семье железнодорожника. Белорус. Отец Василий Тимофеевич Маньковский был дорожным мастером на железной дороге, мать Евдокия Степановна долгие годы охраняла железнодорожный переезд. В 1920-х годах, до установления звания Героя Социалистического Труда, отец удостоился учреждённого в 1927 году высокого звания Герой Труда.
По окончании сельской школы в 1912 году, Иван окончил Первые московские электротехнические курсы. Работал на станции Рига-1 Риго-Орловской железной дороги надсмотрщиком телеграфа, а потом десятником связи в Управлении дороги. С началом 1-й мировой войны перебрался в Витебск. Здесь в 1917 году был назначен старшим механиком связи на линии Витебск — Орёл, а в 1918 году начальником участка связи в Могилёве. Фактически он в 23 года стал одним из первых советских начальников дистанции сигнализации и связи.
В 1918 году, когда по Брестскому мирному договору началась передача оккупированных немцами железных дорог и территорий от Орши до Гомеля, от Жлобина до Минска, Маньковскому было поручено возглавить группу приёмки связи и СЦБ и организовать связь с центром, железнодорожными станциями и узлами освобождаемой территории.
В октябре 1919 года был назначен начальником участка связи в Орше. Здесь проявились его недюжинные организаторские способности, талант изобретателя и воспитателя связистов. Из 60 техников, работавших на дистанции, 56 подготовлены на месте под непосредственным наблюдением Маньковского. Сам он пользовался абсолютным авторитетом не только на дистанции связи, но и на других предприятиях Орши.
На всех станциях Оршанского узла ручные переводы стрелок и управление семафорами к 1935 году заменены электрической централизацией и сигнализацией. Связисты Маньковского оборудовали внутридеповскую связь в знаменитом паровозном депо Орша, начальником которого стал будущий Герой Советского Союза Константин Заслонов. Обучая других, постоянно учился сам и призывал к учёбе весь свой коллектив. Его техническая мысль обогатила транспорт ценными изобретениями: вагоном СЦБ, велосипедом-дрезиной для электромеханика связи околотка, испытательным щитом для поездных телефонов. Возглавляемая им дистанция связи была лучшей в стране. В январе 1936 года постановлением Совнаркома он был утверждён членом Совета при НКПС. А в апреле удостоен ордена «Знак Почёта».
В июне 1936 года новое назначение — начальником службы связи Калининской железной дороги. Переехал в город Ржев. Знакомясь с состоянием связи на дороге, Иван Васильевич пешком прошёл от Лихославля до Невеля и от Великих Лук до Медведево. Как хороший ходок и заядлый охотник, он мог довольно быстро преодолевать большие расстояния, что потом пригодилось в годы войны. Хотя в документах и было записано, что у него болезнь сердца.
С началом Великой Отечественной война Маньковский самоотверженно трудился во взаимодействии с передовыми частями Красной Армии. На линии Москва — Ленинград со своим коллективом обеспечивал связью штаб Калининского фронта. Управление дороги перебралось на станцию Медведево, где и был главный узел связи магистрали. Находясь севернее Смоленска, Маньковский отступал с войсками и связистами, но не по шпалам, а по болотам и лесам. Он вывел из окружения большую группу бойцов и железнодорожников и снова приступил к своим обязанностям.
В суровую зиму сорок первого, когда разгромили немцев под Москвой, связисты Маньковского следовали за наступавшими войсками Калининского фронта всеми возможными средствами не взирая на морозы восстанавливали линии связи. Более 150 километров пятипроводной линии протянули они, шагая вместе с солдатами первого эшелона. И всегда в самой гуще людей был Маньковский.
Даже в трудных условиях войны он продолжал изобретать. Придумал переносную селекторную станцию для соединения объектов участка, ввёл на дороге дублирование связи, используя для этого местные линии. Строил обходные линии на узлах, подвергавшихся частым бомбёжкам и обстрелам. Был награждён солдатской медалью «За отвагу».
Железнодорожные узлы Бологое и Медведево не давали покоя гитлеровцам. Сюда из глубокого тыла прибывали войска, вооружение, боеприпасы, фураж и продовольствие для Северо-Западного, Ленинградского, Калининского и Волховского фронтов. Эти узлы противники бомбили с первых недель войны, совершили свыше 800 налётов, сбросили около 5000 бомб крупного калибра, не считая осколочных и зажигательных. Но узлы продолжали действовать.
При бомбёжке в ночь с 14 на 15 марта 1943 года на дорожном узле связи бомба оборвала жизнь И. В. Маньковского, который до последнего вздоха оставался на посту. Похоронен на Медведевском кладбище города Бологое Тверской области.
Указом Президиума Верховного Совета СССР от 5 ноября 1943 года «за особые заслуги в обеспечении перевозок для фронта и народного хозяйства и выдающиеся достижения в восстановлении железнодорожного хозяйства в трудных условиях военного времени» Маньковскому Ивану Васильевичу присвоено звание Героя Социалистического Труда.
Улица в Медведево, на которой находился дорожный узел связи, носит имя Маньковского.

## Награды
- Герой Социалистического Труда (05.11.1943, посмертно)
- Орден Ленина (05.11.1943, посмертно)
- Орден «Знак Почёта» (04.04.1936)
- Медаль «За отвагу» (24.07.1942 — № 66862)